# Argoptochus bisignatus
Argoptochus bisignatus — вид долгоносиков-скосарей из подсемейства Entiminae.

## Распространение
Распространён этот вид на Украине, Балканском полуострове, в Италии и Австрии.

## Описание
Жук длиной 2,5—3 мм. Имеет смоляно-бурую или чёрную окраску, бёдра тёмные, остальные ноги и усики буро-жёлтые. Всё тело в сероватых или зеленоватых чешуйках и на надкрыльях в тонких длинных щетинках. Более редкие и тёмные чешуйки на надкрыльях образуют разбитую на три пятна не резкую поперечную перевязь. Голова очень широкая, вместе с глазами явственно шире, чем переднеспинка у передней перетяжки.